# Mala leche (canción de Lynda)
«Mala leche» es una canción interpretada por la cantante y compositora mexicana Lynda, que forma parte de su cuarto y último álbum de estudio titulado Polen (2001). 

## Promoción
La canción también formó parte de los 90's Pop Tour junto con otros éxitos más de la cantante y de otros artistas y grupos musicales que marcaron esta década.

## Vídeo musical
Se muestra a la cantante cantando frente a colores de fondo (blanco y negro) en forma de aturdidos. Fue lanzado a la plataforma de videos de YouTube en 2009 como la mayoría de todos sus vídeos musicales.

## Posicionamiento en listas
| Lista (2002)   | Posición |
| -------------- | -------- |
| México Top 100 | 99       |